# Волтурара Апула
Волтурара Апула (итал. Volturara Appula) је насеље у Италији у округу Фођа, региону Апулија.
Према процени из 2011. у насељу је живело 421 становника. Насеље се налази на надморској висини од 521 м.

## Становништво
| 1931. | 1936. | 1951. | 1961. | 1971. | 1981. | 1991. | 2001. | 2011. |
| ----- | ----- | ----- | ----- | ----- | ----- | ----- | ----- | ----- |
| 2.118 | 2.229 | 2.016 | 1.671 | 1.312 | 1.098 | 744   | 595   | 481   |